# Альгарробо (Чилі)
Альгарробо (ісп. Algarrobo) — місто в Чилі. Адміністративний центр однойменної комуни. Населення міста — 5827 осіб (2002). Місто і комуна входять до складу провінції Сан-Антоніо та регіону Вальпараїсо.
Територія — 176 км². Чисельність населення — 13817 жителя (2017). Щільність населення — 78,5 чол./км².

## Расположение

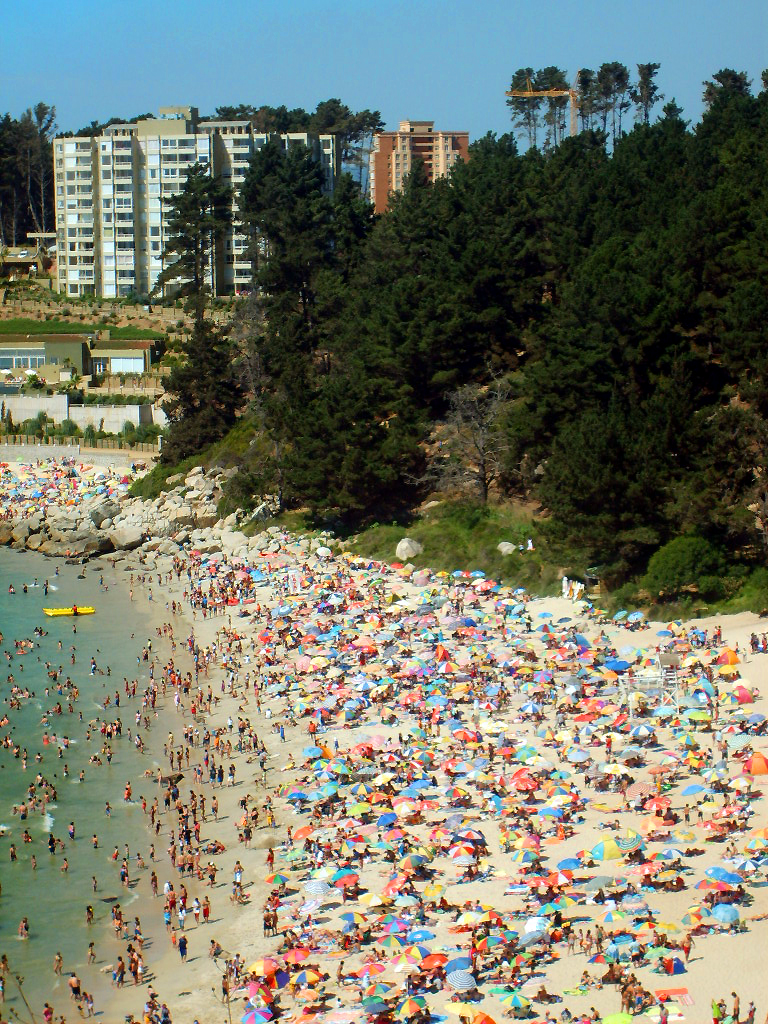

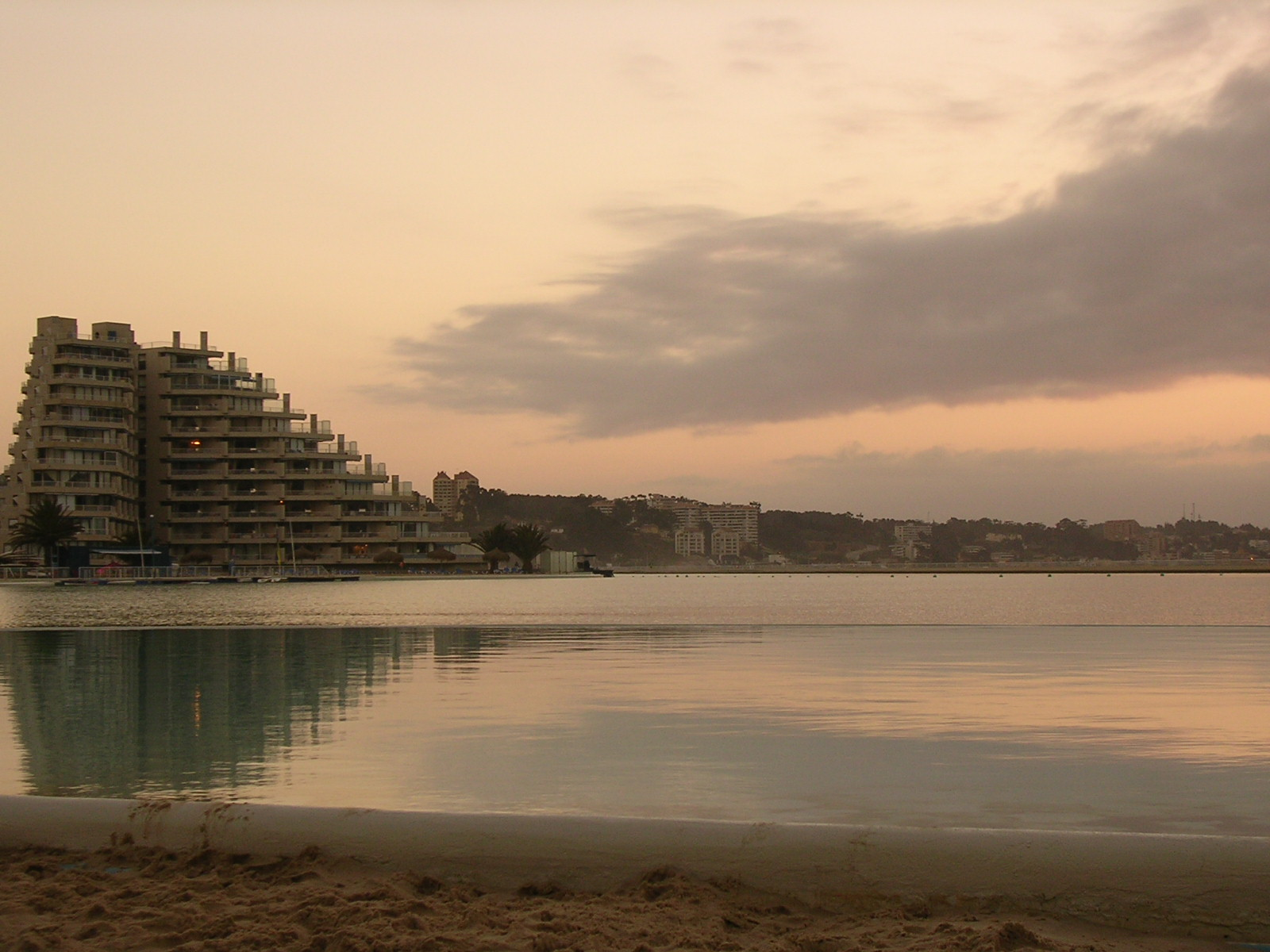
Узбережжя Альгарробо

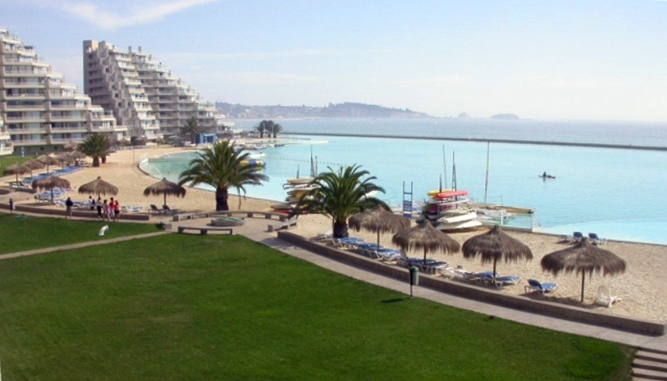
Туристичний комплекс Сан-Альфонсо

Місто розташоване за 35 км на південь від адміністративного центру області міста Вальпараїсо та за 27 км на північ від адміністративного центру провінції міста Сан-Антоніо.
Комуна межує:
- на півночі — з комуною Касабланка
- на сході — з комуною Касабланка
- на півдні — з комуною Ель-Кіско

На заході знаходиться узбережжя Тихого океану.